# Yanwath and Eamont Bridge
Yanwath and Eamont Bridge är en civil parish i Storbritannien.   Den ligger i grevskapet Cumbria och riksdelen England, i den centrala delen av landet, 400 km nordväst om huvudstaden London. Antalet invånare är 535.